# Биологическая роль эндогенного моноксида азота
Эндогенный газ оксид азота (II) играет множество различных ролей в биологических организмах.

## Синтез эндогенного моноксида азота
Фермент синтаза оксида азота (NOS) синтезирует метастабильный свободный радикал оксид азота (II) (NO). Существует три изоформы белка этого фермента — эндотелиальная форма (eNOS, или NOS-3), нейрональная форма (nNOS, или NOS-1), и индуцируемая форма (iNOS, или NOS-2). Каждая из них выполняет свои физиологические функции. Нейрональная изоформа (NOS-1, nNOS) и эндотелиальная изоформа (NOS-3, eNOS) являются кальций-зависимыми и способны образовывать сравнительно небольшие количества оксида азота в качестве сигнальной молекулы (газотрансмиттера).
Индуцируемая изоформа синтазы оксида азота (iNOS, или NOS-2) является кальций-независимой и способна образовывать большие количества оксида азота, которые могут проявлять цитотоксическую, бактерицидную, противогрибковую и антипротозойную активность.
Синтаза оксида азота окисляет гуанидиновую группу L-аргинина в ходе процесса, который приводит к расходованию пяти электронов и образованию оксида азота (II) и эквимолярных количеств L-цитруллина. Этот процесс включает окисление НАДФ-H+ и восстановление молекулярного кислорода. Это превращение происходит в каталитическом сайте фермента, расположенном вблизи специфического участка связывания L-аргинина.
Оксид азота (II) является важнейшим регулятором и медиатором во множестве процессов в нервной, иммунной и сердечно-сосудистой системах. Регулируемые им процессы включают в себя, в частности, расслабление гладких мышц стенок сосудов, что приводит к вазодилатации и увеличению кровотока.
Оксид азота (II) также является важным нейромедиатором, его действие ассоциируется с активацией нейронов и с различными физиологическими функциями, такими, как обучение избегающему поведению. Оксид азота (II) также частично опосредует цитотоксичность макрофагов против микроорганизмов и злокачественных клеток. Помимо опосредования оксидом азота нормальных физиологических функций, нарушения обмена оксида азота (II) играют роль в патогенезе столь различных патологических состояний, как сепсис и септический шок, артериальная гипертензия, ишемическая болезнь сердца, инсульт, сердечная недостаточность, сахарный диабет, нейродегенеративные заболевания.

### Другие источники NO
Экзогенные источники оксида азота (II), как в виде содержащегося в норме в атмосфере в малых количествах оксида азота (II), так и в виде доноров оксида азота, поступающих с пищей, и его прекурсоров (нитратов и нитритов) также играют важную роль в его нормальном метаболизме. Важное значение они имеют и в клинической практике, особенно при заболеваниях, при которых организм не в состоянии синтезировать достаточное количество эндогенного оксида азота для обеспечения физиологических потребностей в адекватной вазодилатации (например, при ишемической болезни сердца, сердечной недостаточности, лёгочной гипертензии, гипертонической болезни, сахарном диабете, атеросклерозе сосудов, эректильной дисфункции). Поэтому учёные постоянно исследуют различные методы более эффективной доставки оксида азота (II) к страдающим от его недостатка и недостаточной вазодилатации органам, такие, как новые доноры и прекурсоры NO (в частности новые варианты нитратов и нитритов), NO-высвобождающие устройства, улучшение биодоступности, всасываемости и других фармакологических свойств лекарственных форм уже существующих доноров и прекурсоров NO. Некоторые эндогенные и экзогенные соединения, помимо L-аргинина, являющегося прекурсором NO в «обычном» пути биосинтеза, могут служить донорами или прекурсорами NO или даже сами, непосредственно, вызывать NO-подобные физиологические реакции в организме. Важными примерами таких соединений являются S-нитрозотиолы, некоторые органические и неорганические нитраты и нитриты, нитрозилированные комплексные соединения переходных металлов, в особенности комплексы динитрозил-железа, а в условиях гипоксии также ионы нитрита (NO2−). Помимо этого, некоторые другие эндогенные газообразные соединения, такие, как эндогенный угарный газ, эндогенный сероводород и эндогенный оксид серы (IV), могут выступать в роли своеобразных NO-миметиков, слабых NO-агонистов, особенно при низких концентрациях NO, вызывая аналогичные NO физиологические изменения, в частности вазодилатацию. При этом некоторые из них (например угарный газ) при более высоких концентрациях NO могут оказывать противоположное, антагонистическое действие на сосудистый тонус, конкурируя с NO за связывание с гуанилатциклазой и ограничивая тем самым силу NO-ответа.

## Роль в вазодилатации

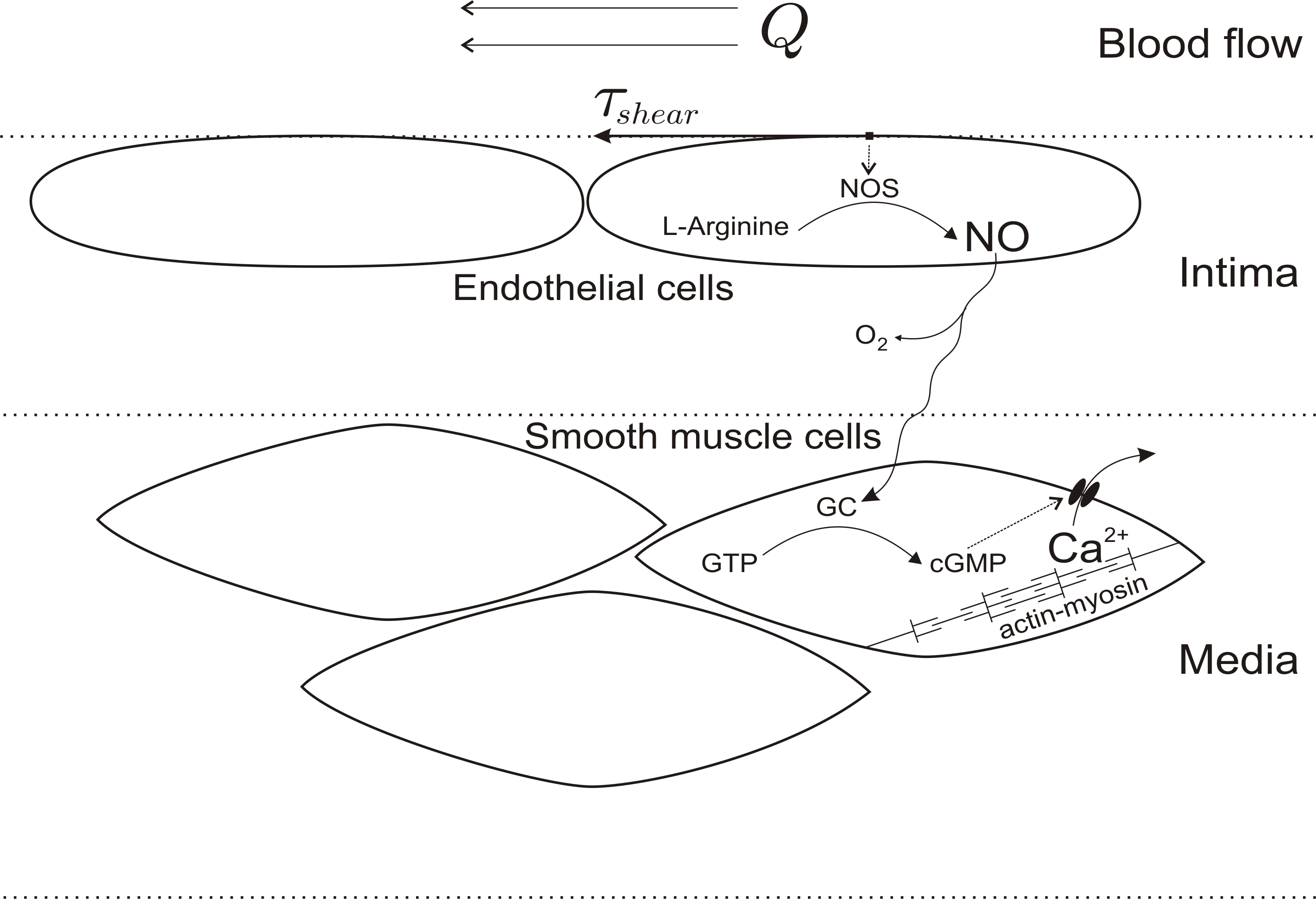
Диаграмма участия NO в регуляции сосудистого тонуса

Оксид азота (II) критически важен для регуляции нормального сосудистого тонуса, как медиатор вазодилатации (расширения сосудов). Выработка оксида азота (II) усиливается при воздействии различных факторов, таких, как гипоксия, повреждение тканей (в частности, повреждение эндотелия сосудов) и др. Через ряд промежуточных стадий это приводит к изменению активности сократительных белков гладкомышечной клетки. Конечным результатом этого является расслабление гладкомышечной клетки, вазодилатация и усиление кровотока. Вазодилатирующее действие оксида азота на почечные клубочки играет ключевую роль в почечной регуляции содержания внеклеточной жидкости в организме и в поддержании адекватной скорости клубочковой фильтрации, что, в свою очередь, важно для регуляции общего объёма циркулирующей крови (ОЦК), скорости системного кровотока и уровня артериального давления. Вазодилатирующее действие оксида азота также важно для обеспечения эрекции полового члена.

### Индукция биосинтеза

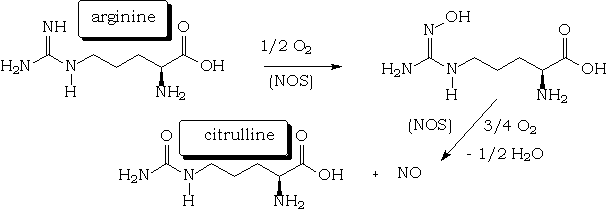
Схема биосинтеза NO

Различные факторы, выделяемые тромбоцитами, в частности некоторые простагландины, механическое повреждение эндотелия сосудов, гипоксия, воздействие таких сосудорасширяющих эндогенных веществ, как ацетилхолин, аденозин, гистамин, ряд цитокинов, стимуляция β-адренорецепторов или 5-HT1A-рецепторов стенок сосудов приводят к увеличению активности эндотелиальной синтазы оксида азота (eNOS) и к повышению биосинтеза оксида азота (II). Таким образом, сосудорасширяющее действие ацетилхолина, гистамина, аденозина, простагландинов реализуется отчасти через повышение биосинтеза NO (хотя это не единственный механизм их сосудорасширяющего действия). И напротив, стимуляция α-адренорецепторов или 5-HT2-рецепторов стенок сосудов приводит к снижению биосинтеза NO, что является одним из механизмов вызываемой катехоламинами и серотонином вазоконстрикции, хотя, опять-таки, не единственным.
Эндотелиальная синтаза оксида азота синтезирует оксид азота (II) из терминального гуанидинового азота L-аргинина, при этом в качестве побочного продукта реакции образуется L-цитруллин. Образование оксида азота (II) эндотелиальной синтазой оксида азота требует участия тетрагидробиоптерина, НАДФ, кальция и кальмодулина и ряда других кофакторов.

### Внутриклеточный сигнальный каскад
Оксид азота (II), высокореактивный свободный радикал, диффундирует сквозь клеточные мембраны гладкомышечных клеток кровеносных сосудов и взаимодействует с простетической группой гема растворимой гуанилатциклазы, нитрозилируя её и приводя к разрыву связи железа гема с проксимальным валином и изменению конфигурации фермента, что приводит к его активации. Активация гуанилатциклазы приводит к повышению образования в клетке вторичного посредника — циклического ГМФ (цГМФ) — (3’,5’-гуанозин-монофосфата) из ГТФ (гуанозинтрифосфата). Помимо этого, оксид азота (II) также нитрозилирует группы гема других важных железосодержащих ферментов, в частности цитохромов и цитохромоксидаз, что приводит к угнетению их активности, замедлению скорости окислительного метаболизма в митохондриях и снижению потребления кислорода гладкомышечной клеткой (что важно в условиях гипоксии). Накопившийся в клетке цГМФ активирует цГМФ-зависимую протеинкиназу G и ряд других цГМФ-зависимых белков и ферментов. Протеинкиназа G, в свою очередь, фосфорилирует ряд важных внутриклеточных белков, которые регулируют концентрацию внутриклеточного кальция и активность калиевых каналов. Это приводит к усилению обратного захвата кальция из цитоплазмы во внутриклеточные хранилища в митохондриях и эндоплазматическом ретикулуме, снижению уровня кальция цитоплазмы и чувствительности клетки к кальциевым сигналам (десенситизации клетки к кальцию) и к открытию кальций-зависимых калиевых ионных каналов и входу ионов калия в клетку. А входящий ток ионов калия приводит к гиперполяризации клетки и снижению её биоэлектрической активности. А снижение концентрации внутриклеточного кальция приводит к деактивации кальций-зависимых киназ актина и миозина, вследствие чего миозин не может сократиться, а актиновые микрофиламенты не могут реорганизоваться. Конечным результатом действия является расслабление гладкомышечных клеток, вазодилатация и усиление кровотока, ликвидация тканевой гипоксии, снижение повышенного артериального давления.

## Роль в обеспечении эрекции пениса
Вазодилатирующий эффект оксида азота (II) играет роль в обеспечении наступления и в дальнейшем в поддержании эрекции полового члена в процессе мастурбации или полового акта. Расширение кровеносных сосудов, снабжающих пещеристые тела полового члена при одновременной блокаде венозного оттока вызывает переполнение пещеристых тел кровью, их полнокровие и, как следствие, возникновение эрекции. Силденафил (Виагра) и его аналоги усиливают эрекцию за счёт того, что блокируют изофермент фосфодиэстеразы-5 (PDE-5), присутствующий в основном в гладкомышечных клетках сосудов полового члена и превращающий цГМФ обратно в ГТФ (это превращение приводит к снижению активности протеинкиназы G, прекращению NO-опосредованного сигнала, повышению концентрации внутриклеточного кальция и снижению концентрации калия, фосфорилированию актина и миозина, сокращению гладкомышечных клеток и в итоге к вазоконстрикции, снижению кровотока и прекращению эрекции). Таким образом, силденафил повышает концентрацию цГМФ в гладкомышечных клетках сосудов полового члена за счёт блокады разрушения цГМФ и усиливает NO-опосредованный сигнал, усиливая тем самым вазодилатацию, приток крови к половому члену и в конечном итоге силу и продолжительность эрекции.
Значительные количества PDE-5 находятся также в гладкомышечных клетках сосудов лёгких, поэтому ещё одно применение силденафила и других ингибиторов фосфодиэстеразы-5 — это лечение лёгочной гипертензии и высотной болезни.

## Роль в иммунной системе
Макрофаги и некоторые другие клетки иммунной системы производят большие количества оксида азота (II) с целью убийства вторгающихся в организм патогенных микроорганизмов, таких, как бактерии, грибки, простейшие, а также с целью уничтожения образующихся в самом организме злокачественных клеток. Ответственной за это является другая изоформа синтазы оксида азота, так называемая индуцируемая синтаза оксида азота (iNOS).
Механизмы повреждения клеток бактерий, грибков, простейших и злокачественных опухолей оксидом азота (II) включают в себя реакцию с супероксидом или пероксидом водорода с образованием высокотоксичного сильного окислителя пероксинитрита, генерацию свободных радикалов, окислительное нитрозилирование металлосодержащих белков (в частности ферментов), особенно железосодержащих или гемосодержащих, S-нитрозилирование остатков серосодержащих аминокислот в различных белках, образование нитрозотиолов и нитрозаминов и как следствие повреждение белков и ДНК. В ответ на это многие микроорганизмы эволюционно развили механизмы устойчивости к оксиду азота (II).
Механизм бактерицидного и антипротозойного действия метронидазола и других производных нитроимидазола на анаэробных и микроаэрофильных микроорганизмов (например, Helicobacter pylori) и на простейших, таких, как амёба, лямблия, заключается в том, что в процессе метаболизма соединения в бактериальной клетке или клетке простейшего образуется свободный оксид азота (II). Аэробные микроорганизмы природно устойчивы к нитроимидазолам потому, что в них NO в процессе метаболизма нитроимидазолов не образуется, а также потому, что образовавшийся в бактериальной клетке или поступивший извне в результате активности иммунных клеток NO быстро окисляется до относительно безвредных нитратов. Тот же механизм повышения образования в клетках свободного NO лежит в основе известного свойства высоких доз метронидазола (в ~10 раз превышающих обычно применяемые при лечении анаэробных инфекций) выступать радиосенсибилизатором и повышать чувствительность клеток злокачественных опухолей к лучевой терапии. Отчасти этот механизм (образование свободного NO) играет роль и в механизме бактерицидного действия производных нитрофурана, таких, как фурацилин, фуразолидон, хотя для них этот механизм не является основным.
В некоторых обстоятельствах повышение образования свободного NO в результате иммунных реакций, воспаления или инфекции может иметь вредные последствия. Тяжёлый молниеносный сепсис, тяжёлая пневмония или другая подобная тяжёлая инфекция приводят к очень сильному повышению образования оксида азота (II), что приводит к чрезмерной вазодилатации и резкому падению артериального давления, то есть к развитию гипотензии, коллапсу, бактериально-токсическому шоку и ухудшению кровоснабжения жизненно важных органов (мозг, печень, почки, сердце) с возможным развитием полиорганной недостаточности. Кроме того, чрезмерно повышенная продукция NO повреждает не только патогенные микроорганизмы, но и клетки организма хозяина, что может приводить к чрезмерной интенсивности воспаления или к чрезмерному расширению зоны некроза при гнойных процессах.

## Роль в нейротрансмиссии
Оксид азота (II) также является нейромедиатором, то есть участвует в передаче сигнала между нейронами. Это является частью его функции как газотрансмиттера и участника системы окислительно-восстановительных сигналов. В отличие от большинства других нейромедиаторов, которые способны переносить информацию в химических синапсах только в одном направлении — от пресинаптического нейрона к постсинаптическому при посредстве специализированных трансмембранных клеточных рецепторов, оксид азота (II), очень маленькая, незаряженная, одинаково хорошо растворимая и в воде, и в липидах молекула, не нуждается в специализированных трансмембранных рецепторах, поскольку может легко и свободно диффундировать и проникать в клетки сквозь биологические мембраны, и может переносить информацию в обе стороны. Более того, оксид азота (II) благодаря своей высокой растворимости и проникающей способности может переносить информацию не только между двумя непосредственно соединёнными синапсом клетками, но между несколькими и даже целыми группами близко расположенных нервных клеток одновременно. В то же время высокая химическая реакционная способность NO и его очень короткое время полужизни в свободном состоянии способствуют тому, что его действие ограничено достаточно узкой группой близко расположенных нервных клеток в определённом небольшом радиусе, без необходимости существования в клетках механизмов специфического энзиматического расщепления (как в случае моноаминов — моноаминоксидазой или в случае ацетилхолина — холинэстеразой) или механизмов специфического обратного захвата для прекращения потерявшего актуальность сигнала. Оксид азота (II) легко вступает в реакции с другими свободными радикалами, липидами и белками, и его действие, таким образом, прекращается самостоятельно.
Сигнальный каскад оксид азота (II) — гуанилатциклаза — цГМФ — протеинкиназа G — обмен кальция и калия в клетке — вовлечён в механизмы обучения и памяти, поскольку облегчает поддержание долговременных потенциалов.

## Роль в регуляции тонуса гладкомышечных органов
Кроме того, оксид азота (II) является также важным неадренергическим и нехолинергическим медиатором в желудочно-кишечном тракте, органах дыхания и других гладкомышечных органах. В частности, он вызывает бронходилатацию, снимает бронхоспазм и способствует улучшению газообмена при физической нагрузке, гипоксии и в других ситуациях, когда требуется повышенное потребление кислорода. Он также оказывает спазмолитическое действие на гладкие мышцы желудочно-кишечного тракта (способствует их расслаблению). В желудке это, в частности, способствует расслаблению его фундального отдела и повышению его ёмкости и способности удерживать большее количество пищи и жидкости.
Сильное спазмолитическое действие оксида азота (II) на гладкие мышцы внутренних органов (а не только кровеносных сосудов) является причиной нередкой эффективности нитратов типа нитроглицерина и нитросорбида не только при стенокардии, но и при почечной, печёночной, кишечной колике, приступах бронхиальной астмы, повышенном тонусе матки и угрозе выкидыша или преждевременных родов, и причиной для их off-label применения при этих острых состояниях.
Спазмолитическое действие оксида азота (II) на гладкую мышцу внутреннего сфинктера заднего прохода служит основанием для местного применения нитроглицериновой мази при трещинах заднего прохода.

## Другие функции
Нитраты и нитриты пищи также являются важным источником биосинтеза оксида азота (II) у млекопитающих. Зелёные листовые овощи и кулинарная зелень (приправа), такие, например, как салат, шпинат, щавель, зелёные побеги лука, чеснока, зелень петрушки, укропа, кинзы, сельдерея, а также некоторые корнеплоды, такие, как свёкла, особенно богаты нитратами и нитритами. После поедания и всасывания в системный кровоток, нитраты и нитриты накапливаются в слюне, где их концентрация приблизительно в 10 раз превышает концентрацию в крови. Там нитраты подвергаются анаэробному восстановлению до нитритов и затем до оксида азота (II) сапрофитными факультативно анаэробными бактериями, обитающими в полости рта, особенно на задней глоточной поверхности языка, где они формируют тонкую биоплёнку. Содержание оксида азота (II) в слюне является, наряду с наличием в ней антител класса IgA, лизоцима и других биологически активных веществ, причиной высокой бактерицидной активности слюны. Таким образом, сапрофитные микроорганизмы, обитающие в полости рта, и продуцируемый ими из нитратов пищи нитрит и оксид азота (II) способствуют защите животного от бактериальных патогенов, когда животное зализывает рану. Нитраты и особенно нитриты, которые не были преобразованы микробами полости рта в оксид азота (II), заглатываются вместе со слюной и, попадая в желудок, реагируют с соляной кислотой желудка и с восстановителями, такими, как аскорбиновая кислота, в результате чего образуются большие количества оксида азота (II). Биологическое значение этого механизма состоит в том, что бактерицидная активность образовавшегося в желудке NO химически стерилизует пищу и предотвращает пищевые отравления и токсикоинфекции, а сосудорасширяющее действие NO повышает кровоток в слизистой желудка и кишечника (что важно для ускоренного всасывания образующихся при гидролизе пищи питательных веществ) и повышает секрецию как защитной слизи, так и пищеварительных ферментов и кислоты (в желудке) либо щелочи (в кишечнике) — ибо при недостаточном кровоснабжении секреция пищеварительных веществ идёт плохо. А кроме того, спазмолитическое действие оксида азота (II) расслабляет стенки фундального отдела желудка и способствует поглощению и удержанию без возникновения чувства переполнения желудка, чрезмерного насыщения и рвоты, большего количества пищи.
Сходный механизм, как полагают, способствует защите кожи от грибковых и бактериальных инфекций: выделяющиеся с потом и кожным салом (в концентрации в 10 раз больше, чем в крови) нитраты восстанавливаются до нитритов и оксида азота (II) сапрофитными микробами, обитающими на коже, а затем нитриты превращаются в оксид азота (II) благодаря наличию в поту восстановителей, таких, как ацетон и благодаря слабо-кислой в норме реакции поверхности кожи (pH около 5,5). Кроме того, нитриты на поверхности кожи, подвергающейся воздействию солнечных лучей, подвергаются фотолизу под действием УФ-излучения с образованием свободного оксида азота (II). Оксид азота (II) с поверхности кожи легко всасывается и может оказывать системное действие, вызывая вазодилатацию и спазмолитический эффект в отдалённых от кожи органах. Это используется в терапевтических целях: как в виде солнечных ванн и УФ-облучения, которое доказанно полезно для сердечных больных, диабетиков и других больных, страдающих от недостатка NO в организме, так и в виде трансдермальных аппликаций, пластырей и мазей с веществами, высвобождающими оксид азота (II), в частности органическими нитратами, такими, как нитроглицерин, нитросорбид.
Оксид азота (II) также воздействует на миокард. Малые концентрации оксида азота повышают сократительную функцию миокарда, сердечный выброс (как частоту сердечных сокращений, так и ударный и объём сердца), что компенсирует вызываемую им в результате вазодилатации гипотензию, а в комплексе с вызываемой оксидом азота вазодилатацией и бронходилатацией позволяет ликвидировать гипоксию, улучшить доставку кислорода к тканям. Более высокие концентрации оксида азота, напротив, ограничивают работу сердца, понижая его сократительную функцию, частоту и силу сердечных сокращений и уменьшая потребление миокардом кислорода одновременно с увеличением коронарного кровотока. Эти свойства служат основанием для применения органических нитратов при ишемической болезни сердца и при сердечной недостаточности. В физиологических условиях оксид азота (II) является одним из важных регуляторов сократительной функции миокарда и потребления миокардом кислорода. Накапливающиеся данные свидетельствуют о том, что ишемическая болезнь сердца и сердечная недостаточность оба связаны с нарушениями в обмене оксида азота (II) или в его действии на организм. Пониженные уровни выдыхаемого эндогенного оксида азота наблюдаются при загрязнении воздуха промышленными и автомобильными выхлопами, что может оказывать неблагоприятное влияние на организм, в частности на сердечно-сосудистую систему (вазоконстрикция, повышение риска сердечно-сосудистых заболеваний) и дыхательную систему (бронхоспазм).
Бактерия Deinococcus radiodurans способна выдерживать экстремальные уровни радиации, в десятки раз превышающие уровни, при которых погибают большинство других микроорганизмов (37 % этих бактерий способны пережить облучение в дозе 15 000 Гр, в то время как доза 4000 Гр убивает практически 100 % E. coli) и, кроме того, чрезвычайно устойчива к ряду других неблагоприятных воздействий, таких, как экстремальные уровни pH среды, вакуум, высушивание, замораживание, нагревание. Таким образом, эта бактерия — полиэкстремофил. В 2009 году было показано, что оксид азота (II) играет важную роль в выживаемости этих бактерий после сверхвысоких доз ионизирующей радиации. Образование этого газа оказалось необходимым для поддержания способности бактерий делиться и размножаться после того, как вызванные ионизирующим излучением повреждения ДНК будут восстановлены. У этих бактерий был описан ген, который повышает образование оксида азота (II) после ультрафиолетового или ионизирующего облучения. Лишённая этого гена бактерия оказалась способна выжить и восстановить ДНК после экстремально высоких доз облучения, но неспособна размножаться после этого.

## Роль при диабете
Больные с сахарным диабетом обычно имеют более низкие уровни эндогенного оксида азота (II), чем здоровые лица или пациенты, не страдающие диабетом. Пониженное образование оксида азота (II) является одной из причин повреждения и воспаления эндотелия сосудов, в особенности сосудов почек, сетчатки, коронарных сосудов и сосудов нижних конечностей при сахарном диабете, и одной из причин развития таких известных осложнений диабета, как диабетическая нефропатия, диабетическая ретинопатия, диабетическая стопа, полинейропатия, диабетическая кардиомиопатия, незаживающие трофические язвы. Это, в свою очередь, создаёт для таких пациентов повышенный риск ампутации конечности.

## Фармакологические аналоги и агонисты
Нитроглицерин, нитропруссид натрия, нитросорбид (изосорбида динитрат), амилнитрит («попперс») и его аналоги, такие, как изопропилнитрит, изобутилнитрит и др., а также другие нитраты и нитриты широко используются в лечении ишемической болезни сердца и хронической сердечной недостаточности, а также для быстрого купирования гипертензивных кризов (внутривенным вливанием раствора нитроглицерина или нитропруссида натрия), отека лёгких, острой сердечной недостаточности, почечных, печёночных, кишечных колик, тяжёлых приступов бронхиальной астмы, предотвращения угрожающего выкидыша. Эти соединения в организме превращаются в оксид азота (II) (точные пути метаболизма до сих пор окончательно не выяснены). Образующийся оксид азота (II) расширяет коронарные сосуды сердца, одновременно снижая сократительную способность миокарда, частоту и силу сердечных сокращений и потребление миокардом кислорода, что способствует устранению дисбаланса между кровоснабжением и потребностью в нём, ликвидации ишемии и снятию болевого синдрома, улучшению переносимости физической нагрузки. Одновременно расширяются периферические сосуды, особенно вены, что способствует снижению общего периферического сосудистого сопротивления, снижению артериального давления, уменьшению венозного возврата крови к сердцу и уменьшению преднагрузки и постнагрузки на миокард, уменьшению растяжения желудочков кровью (что, в свою очередь, тоже способствует уменьшению потребления кислорода миокардом). Этот эффект периферической вазодилатации и уменьшения венозного возврата, пред- и постнагрузки улучшает состояние больных с острой и хронической сердечной недостаточностью и способствует купированию отека лёгких. Сильное спазмолитическое действие NO способствует купированию приступов бронхиальной астмы, почечных, печёночных и кишечных колик, расслаблению матки и предотвращению выкидыша или преждевременных родов.
Газообразный оксид азота (II) в очень низких концентрациях, в готовых баллонах в смеси с кислородом, используется в некоторых ситуациях, в которых зависимость эффективности лечения от активности метаболизма «пролекарства», такого, как нитроглицерин, до фармакологически активного NO недопустима, а эффект нужен быстро — в частности, у новорождённых и младенцев (у которых метаболизм нитратов и нитритов ещё несовершенен) со врождёнными «синими» пороками сердца, врождённой лёгочной гипертензией, с отёком лёгких. Иногда, off-label, газообразный оксид азота (II) в смеси с кислородом используется в экстренных ситуациях и у взрослых — во всех тех ситуациях, в которых могут быть использованы нитроглицерин или другие нитраты и нитриты.
Терапевтическая активность некоторых лекарств полностью или частично связана с их влиянием на тот же внутриклеточный сигнальный каскад, на который влияет эндогенный оксид азота (II). Так, в частности, силденафил и его аналоги являются ингибиторами фосфодиэстеразы-5, и, таким образом, повышают уровень цГМФ (так же, как это делает NO) и увеличивают вазодилатационный ответ на NO-сигнал, тем самым улучшая эрекцию и снижая давление в лёгочной артерии, где преимущественно и встречается эта изоформа фосфодиэстеразы. Кофеин, эуфиллин, пентоксифиллин, теофиллин и другие метилксантины являются неселективными ингибиторами фосфодиэстераз разных типов, и именно этим обуславливается их сосудорасширяющее, бронхорасширяющее, диуретическое действие. Дротаверин является ингибитором фосфодиэстеразы-4, что отчасти обуславливает его сосудорасширяющие и спазмолитические свойства. Другое известное сосудорасширяющее средство, винпоцетин, является ингибитором фосфодиэстеразы-1. Дипиридамол, подобно силденафилу и его аналогам, является, кроме прочих свойств, ингибитором фосфодиэстеразы-5, что также способствует его сосудорасширяющему и антиагрегантному действию. Некоторые ингибиторы фосфодиэстеразы-4, например ибудиласт, апремиласт, применяются в качестве противовоспалительных средств, антиагрегантов, нейропротекторов и иммуномодуляторов (см. соответствующие свойства NO).
Бронхорасширяющая и маточно-расслабляющая активность сальбутамола и других β-адреномиметиков отчасти (это не единственный механизм) связана с повышением под их влиянием активности синтазы оксида азота, продукции NO и активности гуанилатциклазы.
Сильная гипотензивная, спазмолитическая, бронхорасширяющая, маточно-расслабляющая и антиангинальная активность блокаторов кальциевых каналов связана с их способностью понижать уровень внутриклеточного кальция и тем самым понижать фосфорилирование актина и миозина, что приводит к невозможности их сокращения и к расслаблению гладкомышечных клеток, расширению сосудов, снижению артериального давления, ликвидации бронхоспазма, снижению тонуса матки, улучшению кровоснабжения миокарда и уменьшению его потребности в кислороде. Таким образом, блокаторы кальциевых каналов воздействуют на одно из конечных звеньев NO-опосредованного сигнального каскада.
Гипотензивное лекарство миноксидил содержит в своём составе радикал NO и способно, кроме непосредственного влияния на активность калиевых каналов, действовать как агонист NO.
Гипотензивное действие бессолевой диеты и диуретиков обусловлено, кроме прочих механизмов (уменьшения объёма циркулирующей крови, уменьшения чувствительности стенок сосудов при уменьшении содержания в них натрия к прессорным воздействиям, таким, как ангиотензин, норадреналин), также и тем, что при уменьшении содержания натрия в стенках сосудов увеличивается образование в них NO. Отчасти аналогичным механизмом (повышением образования NO в эндотелии сосудов при уменьшении α-адренергической или симпатической стимуляции) обусловлена гипотензивная и сосудорасширяющая активность α-адреноблокаторов, симпатолитиков, ганглиоблокаторов и др., хотя это и не единственный механизм их гипотензивного и сосудорасширяющего эффекта.
Поскольку внутриклеточные сигнальные каскады сероводорода и оксида азота (II) во многом перекликаются (кросс-общение), и поскольку сероводород также оказывает сосудорасширяющее, кардиопротективное, ангиопротективное, антиагрегантное и противовоспалительное действие, то «сероводородная терапия» сердечно-сосудистых заболеваний чесноком или веществами, повышающими образование в организме эндогенного сероводорода, такими, как диаллил-трисульфид, может с определённой степенью условности также считаться опосредованной NO-терапией.
Как уже упоминалось, бактерицидная и антипротозойная активность нитроимидазолов, таких, как метронидазол, связана с образованием в бактериальной клетке или клетке простейшего в анаэробных условиях свободного оксида азота (II). Отчасти этот механизм играет роль и в случае нитрофуранов, таких, как фуразолидон.

## Эффекты моноксида азота у растений
В начале 90-х годов XX века было сделано несколько важных открытий, касающихся роли оксида азота (II) у растений, в результате чего стало понятным, что оксид азота (II) является важной сигнальной молекулой также и у растений. Оксид азота (II) вовлечён в регуляцию большого количества разных физиологических процессов растения, таких, как регуляция защитных реакций растения на нападение патогенных микроорганизмов — бактерий, вирусов, грибков, нападение насекомых, механическое повреждение, индукция гиперчувствительности растения, регуляция симбиотического взаимодействия (например, с азотфиксирующими бактериями в корневых клубеньках бобовых или с симбиотическим грибом у некоторых видов деревьев), развитие корней и корневых волосков, стеблей, цветков, листьев. Оксид азота (II) у растений производится разными внутриклеточными органеллами, включая митохондрии, пероксисомы и хлоропласты. Он играет роль как в антиоксидантной защите (благодаря своим свойствам выступать восстановителем, то есть окисляться дальше, до нитратов), так и, наоборот, в генерации свободных радикалов и активных форм кислорода (благодаря своим свойствам выступать окислителем, в частности нитрозилировать гемовые группы и другие ионы переходных металлов).
Оксид азота взаимодействует с сигнальными путями многих важных фитогормонов, таких, как ауксины, цитокинины. Эти открытия стимулировали дальнейшее изучение роли оксида азота (II) в физиологии растений.
Атмосферный оксид азота (II) проникает в корни, стебли, листья и другие части растений и в малых концентрациях способствует повышению жизнестойкости растений (например, дольше стоят и не увядают срезанные цветы). Однако в больших концентрациях он может оказывать негативное действие, варьирующееся, в зависимости от дозы и длительности воздействия, от простого увядания, скручивания или опадания листьев и лепестков до торможения роста растения или возникновения кислотных ожогов и очагов некроза и даже полной гибели растения.

## Открытие
Первоначальное название «эндотелиальный вазодилатирующий фактор» было предложено для общего именования нескольких предполагавшихся эндогенными сосудорасширяющими факторами, производимыми эндотелием сосудов, химических соединений, таких, например, как простагландины (химическая природа которых была тогда ещё окончательно не установлена). Позже было обнаружено, что основным, главным эндогенным вазодилатирующим фактором, производимым эндотелием сосудов, является оксид азота (II), и что вазодилатирующее действие ряда других эндогенных сосудорасширяющих веществ, как производимых самим эндотелием сосудов (например простагландинов), так и поступающих от нервных клеток или с током крови (например, ацетилхолина, гистамина) во многом опосредуется либо через индукцию биосинтеза NO, либо через влияние на тот же самый внутриклеточный гуанилатциклазно-протеинкиназно-кальциевый сигнальный каскад. С этого времени термин «эндотелиальный вазодилатирующий фактор» перестал употребляться.
Открытие важной биологической роли эндогенного оксида азота (II) и даже самого факта его производства в организме высших животных (а не бактерий) было неожиданным. Вследствие этого в 1992 году влиятельный журнал Science назвал оксид азота (II) «Молекулой года», было образовано научно-исследовательское «Общество исследователей оксида азота» (Nitric Oxide Society) и специализированный научный журнал, целиком посвящённый публикациям о биологической роли оксида азота (II), его фармакологии и др. В 1998 году Нобелевский комитет присудил Нобелевскую премию по физиологии и медицине Фериду Мураду, Роберту Фарчготу и Луису Игнарро за открытие сигнальных свойств оксида азота (II). Исследователь Сальвадор Монкада, также идентифицировавший «эндотелиальный вазодилатирующий фактор» как молекулу NO, не был награждён в основном по бюрократическим причинам — вследствие политики Нобелевского комитета за каждое открытие награждать не более трёх первооткрывателей, даже если над ним работало несколько человек или несколько независимых исследовательских групп. По оценкам специалистов, ежегодно публикуются около 3 000 статей, посвящённых биологической роли оксида азота (II).